# إتيان جيلسون
(بالفرنسية: Étienne Gilson)‏ (باريس، 13 يونيو 1884 - اوسير 19 سبتمبر 1978). فيلسوف ومؤرخ للفلسفة الفرنسية، اهتم بالفلسفة الوسيطية، بعد أن كان من المتخصصين في الفكر الديكارتي.واهتم أيضاً بتقليد توما الأكويني الفلسفي. لم يعتبر نفسه مدرسيا جديداً ولا توماويا جديداً. وفي سنة 1946 أصبح عضواً في الأكاديمية الفرنسية.

## حياته
ولد في باريس لأسرة كاثوليكية رومانية، درس تعليمه الابتدائي في Notre-Dame-des-Champs، وأنهى تعليمه الثانوي في Lycée Henri IV. وبعد أن أنهى الخدمة العسكرية، وهي المدة التي قرا فيها رينيه ديكارت، حضر لدرجة الليسانس التي ركز فيها على تأثير المدرسية في الفكر الديكارتي. ثم التحق بعد ذلك بجامعة السوربون ثم الكوليج دو فرونس لينهي تكوينه الفلسفي سنة 1906.
بدأ التدريس في جامعة ليل سنة 1913، ثم بدأ يحضر لدكتوراه تحت عنوان «الحرية عند ديكارت وفي اللاهوت». لكن اندلاع الحرب العالمية الأولى حال بينه وبين ذلك.
في سنة 1919 أصبح أستاذا لتاريخ الفلسفة في جامعة ستراستبورغ.
ودرس من 1921 إلى سنة 1932 بجامعة باريس تاريخ الفلسفة في العصر الوسيط، ودرس ثلاثة أعوام أخرى بجامعة هارفارد، بدعوة من Congregation of St. Basil. ثم أسس المعهد البابوي لدراسات العصور الوسطى بجامعة تورونتو في كندا.

## أعماله
اهتم جيلسون بتحليل التوماوية من منظور تاريخي، فرأى أنها لم تكن مدرسية بالمعنى الازدرائي، كما أنها لم تكن متمردة على المدرسية. واعتبر انضواء فلسفة عصره تحت مظلة العلم تدهورا مؤشرا لتنازل الإنسان عن الحق في تقنين ومحاكمة الطبيعة. الشيء الذي يمكن أن يعطي الضوء الأخضر لأكثر المغامرات تهورا لتخريب حياة الإنسان والمؤسسات. ضدا لـ «أنساق» الفلسفة. وكان مقتنعا بأن إحياء فلسفة توما الأكويني سيفتح السبيل للخروج من هذه المنطقة الخطرة.
كان جيلسون باحثا بارزا في الفلسفة الوسيطية وتاريخها، وفضلا عن التقدير الكبير الذي حظي به، فإن أعماله الفلسفية -من بين جميع التوماويين- حازت سمعة أكاديمية رفيعة، ما جعلها تطبع وتدرس منذ سنة 1960 إلى اليوم.

## مؤلفاته
- الحرية عند ديكارت وفي اللاهوت. 1913
- الفهرس المدرسي- المسيحي. 1979
- التوماوية؛ مقدمة لنسق القديس توما.1919
- دراسات عن الفلسفة الوسيطية. 1921
- الفلسفة في العصر الوسيط (جزءان). 1922
- فلسفة القديس بونافونتير. 1924
- تعليق على «حديث الطريقة» لديكارت.1925
- القديس توما الأكويني. 1925
- المدخل إلى دراسة القديس أوغسطين. 1929
- دراسات عن تأثير الفكري الوسيطي في تشكيل النظام الديكارتي. 1930
- روح الفلسفة الوسيطية. 1932
- الأفكار والرسائل. 1932
- من أجل نظام كاثوليكي. 1934
- اللاهوت الصوفي عند القديس برنار. 1934
- الواقعية الممنهجة. 1935
- الفلسفة والمسيحية. 1936
- وحدة الفلسفة والتجربة. 1937
- دانتي والفلسفة. 1939
- التوماوية الواقعية ونقد المعرفة.1939
- اللاهوت وتاريخ الروحانية. 1943
- إيلواز وأبيلار.
- ديموقراطيتنا. 1947
- الوجود والماهية. 1948
- القديس برنار؛ نصوص مختارة. 1949
- مدرسة الميوزات. 1951
- يوحنا الإسكوتلندي؛ مدخل إلى مواقفه الأساسية. 1952
- مسوخ مدينة الله. 1952
- الرسم والواقع. 1958
- الفلسفة واللاهوت. 1960
- مدخل إلى الفلسفة المسيحية. 1960
- سلام الحكمة، الأكويني. 1960
- ثلاثة دروس حول إشكالية وجود الإله.1961
- الإله والوجود، مراجعة توماوية. 1962
- مدخل إلة فنون الجمال. 1963
- المواد والصور. 1965
- محن التصوف. 1967
- مجتمع الكم وثقافتته. 1967
- مديح لبرغسون. 1967
- الفلسفة واللسانيات. 1969
- من أرسطو إلى داروين فعودة. 1971
- القديس توما الأخلاقي. 1974
- الإلحاد العسير.1979
- Dante et Béatrice, études dantesques, Vrin, 1974.

## روابط خارجية
- إتيان جيلسون على موقع الموسوعة البريطانية (الإنجليزية)
- إتيان جيلسون على موقع مونزينجر (الألمانية)
- إتيان جيلسون على موقع ميوزك برينز (الإنجليزية)